# Teen Age Riot
Teen Age Riot (с англ. — «Подростковый бунт») — песня альтернативной группы Sonic Youth, ставшая первым синглом с их пятого студийного альбома Daydream Nation.
Альбомная версия песни значительно длиннее по сравнению с сингловой — она длится чуть менее семи минут и включает две малопохожие части. Первая является гипнотической и медленной, с вокалом Ким Гордон и словами, напоминающими поток сознания или детскую считалку: «You’re it, no you’re it/ Say it, don’t spray it/ Miss me, don’t dismiss me/ Spirit desire/ We will fall». Последняя строчка также является отсылкой к песне The Stooges «We Will Fall». В этой части песни используется неперегруженный звук гитар; вторая часть, напротив, начинается с резкого гитарного риффа Тёрстона Мура и отличается значительно более быстрым и громким звучанием. Часть с вокалом Гордон отсутствует в сингл-версии песни и обычно не исполнялась группой вживую.
В комментариях для буклета делюкс-издания Daydream Nation Мур сказал, что эта песня — о назначении лидера группы Dinosaur Jr Джея Маскиса в качестве «альтернативного фактического президента». При исполнении песни, что типично для Sonic Youth, используется нестандартная настройка гитар: GABDEG у Мура и GGDDGG у Ли Ранальдо.
«Teen Age Riot» — признаётся одной из величайших песен группы. Журнал New Musical Express включил данную композицию в свой список «500 величайших песен всех времён», разместив её в нём на 365-й позиции. В марте 2005 года журнал Q поместил её на 65-е место в списке «100 величайших гитарных треков».

## Список композиций
Авторство всех песен — Sonic Youth.
1. Teen Age Riot (edit) — 3:50
2. Silver Rocket — 3:47
3. Kissability — 3:08
4. Candle — 4:59